# جورج أ. ماثيوز
جورج أ. ماثيوز هو محامي وسياسي أمريكي، ولد في 4 يونيو 1852 في Potsdam, New York ‏ في الولايات المتحدة، وتوفي في 19 أبريل 1941 في لوس أنجلوس في الولايات المتحدة. نشط حزبياً في الحزب الجمهوري.